# 宮本和輝
宮本 和輝（みやもと かずき、1993年7月13日 - ）は、神奈川県出身のサッカー選手。

## 来歴
小学校時代から高校時代まで横浜F・マリノスの下部組織でプレー。ユース同期の熊谷アンドリュー、鈴木椋大らと共にプレーした。その後は順天堂大学へ進学し、卒業するまで4年間プレーした。大学時代の同期に長谷川竜也がいる。
卒業後の2016年、四国サッカーリーグ所属のFC今治へ加入。
2019年は当初、FC今治との契約を更新した が、その後鈴鹿アンリミテッドFCからオファーがあり、2月27日に鈴鹿アンリミテッドFCへの移籍が発表された。
2019年12月19日、鈴鹿アンリミテッドFCからの退団が発表された。
2020年にYokohama Hardysへ加入。

## 所属クラブ
ユース経歴
- FC高坂 (横須賀市立高坂小学校)
- 横浜F・マリノスプライマリー追浜 (横須賀市立高坂小学校)
- 2006年 - 2008年 横浜F・マリノスジュニアユース追浜 (横須賀市立浦賀中学校)
- 2009年 - 2011年 横浜F・マリノスユース
- 2011年 - 2012年 横浜F・マリノス (2種登録選手)[5]
- 2012年 - 2015年 順天堂大学

トップチーム経歴
- 2016年 - 2019年2月  FC今治
- 2019年2月 - 12月  鈴鹿アンリミテッドFC
- 2020年 -  Yokohama Hardys

## 個人成績
| 国内大会個人成績 | 国内大会個人成績 | 国内大会個人成績 | 国内大会個人成績 | 国内大会個人成績 | 国内大会個人成績 | 国内大会個人成績 | 国内大会個人成績 | 国内大会個人成績 | 国内大会個人成績 | 国内大会個人成績 | 国内大会個人成績 |
| 年度             | クラブ           | 背番号           | リーグ           | リーグ戦         | リーグ戦         | リーグ杯         | リーグ杯         | オープン杯       | オープン杯       | 期間通算         | 期間通算         |
| 年度             | クラブ           | 背番号           | リーグ           | 出場             | 得点             | 出場             | 得点             | 出場             | 得点             | 出場             | 得点             |
| 日本             | 日本             | 日本             | 日本             | リーグ戦         | リーグ戦         | リーグ杯         | リーグ杯         | 天皇杯           | 天皇杯           | 期間通算         | 期間通算         |
| ---------------- | ---------------- | ---------------- | ---------------- | ---------------- | ---------------- | ---------------- | ---------------- | ---------------- | ---------------- | ---------------- | ---------------- |
| 2015             | 順大             | 13               | -                | -                | -                | -                | -                | 0                | 0                | 0                | 0                |
| 2016             | 今治             | 5                | 四国             | 12               | 0                | -                | -                | 1                | 0                | 13               | 0                |
| 2017             | 今治             | 22               | JFL              | 8                | 0                | -                | -                | 1                | 0                | 9                | 0                |
| 2018             | 今治             | 22               | JFL              | 7                | 0                | -                | -                | 0                | 0                | 7                | 0                |
| 2019             | 鈴鹿             | 29               | JFL              | 5                | 0                | -                | -                | -                | -                | 5                | 0                |
| 通算             | 日本             | 日本             | JFL              | 20               | 0                | -                | -                | 1                | 0                | 21               | 0                |
| 通算             | 日本             | 日本             | 四国             | 12               | 0                | -                | -                | 1                | 0                | 13               | 0                |
| 通算             | 日本             | 日本             | 他               | -                | -                | -                | -                | 0                | 0                | 0                | 0                |
| 総通算           | 総通算           | 総通算           | 総通算           | 32               | 0                | -                | -                | 2                | 0                | 34               | 0                |

- 2011年は2種登録選手。2種登録選手としての出場はなし。

## 代表歴
- U-18日本代表（2011年）
- 全日本大学選抜（2013年）
- 関東大学選抜（2013年-2014年）